# InuYasha: A Feudal Fairy Tale
InuYasha: A Feudal Fairy Tale (Japans: 犬夜叉 戦国お伽合戦; Inuyasha: Sengoku Otogi Kassen) is een videospel dat werd ontwikkeld door Dimps en uitgegeven door Bandai. Het spel kwam in 2002 uit voor de Sony PlayStation. Het spel is een 2D vechtspel dat is gebaseerd op gelijknamige anime televisieserie. Het perspectief wordt getekend in de derde persoon. Het spel kent een verhaalmodus en men kan solo of als team vechten tegen de computer of andere spelers. Sommige personages kunnen gedurende het spel vrij gespeeld worden.

## Personages
- InuYasha
- Kagome Higurashi
- Miroku
- Sango
- Shippo
- Naraku (vrij te spelen)
- Sesshomaru (vrij te spelen)
- Kagura (vrij te spelen)
- Koga (vrij te spelen)
- Totosai (vrij te spelen)
- Demon InuYasha (vrij te spelen)
- Kikyo (vrij te spelen)

## Ontvangst
| Beoordeeld door | Jaar | Score |
| --------------- | ---- | ----- |
| PSX Nation      | 2003 | 79%   |
| GameCola.net    | 2003 | 74%   |